# Cecilie Uttrup Ludwig
Cecilie Uttrup Ludwig (Frederiksberg, 23 agosto 1995) è una ciclista su strada danese che corre per il team Canyon-SRAM Zondacrypto. Attiva tra le Elite dal 2014, nel 2017 ha vinto la classifica individuale Under-23 del Women's World Tour e nel 2022 una tappa al Tour de France e il Tour of Scandinavia. Si è inoltre classificata terza al Trofeo Alfredo Binda nel 2017, nel 2019 e nel 2021, terza al Giro delle Fiandre 2019, seconda alla Freccia Vallone 2020 e terza al mondiale in linea 2023.

## Palmarès
- 2016 (Team BMS Birn, quattro vittorie)

Campionati danesi, Prova a cronometro
1ª tappa Tour de Feminin-O cenu Českého Švýcarska (Krásná Lípa > Krásná Lípa)
5ª tappa Tour de Feminin-O cenu Českého Švýcarska (Varnsdorf > Krásná Lípa)
Classifica generale Tour de Feminin-O cenu Českého Švýcarska
- 2017 (Cervélo-Bigla, due vittorie)

Classifica generale Setmana Ciclista Valenciana
Campionati danesi, Prova a cronometro
- 2018 (Cervélo-Bigla, una vittoria)

Campionati danesi, Prova a cronometro
- 2019 (Bigla, una vittoria)

Grand Prix du Morbihan
- 2020 (FDJ Nouvelle-Aquitaine Futuroscope, una vittoria)

Giro dell'Emilia Internazionale
- 2021 (FDJ Nouvelle-Aquitaine Futuroscope, una vittoria)

3ª tappa Vuelta a Burgos (Medina de Pomar > Ojo Guareña)
- 2022 (FDJ Nouvelle-Aquitaine Futuroscope/FDJ Suez Futuroscope, quattro vittorie)

Campionati danesi, Prova in linea
3ª tappa Tour de France (Reims > Épernay)
5ª tappa Tour of Scandinavia (Vikersund > Norefjell)
Classifica generale Tour of Scandinavia
- 2023 (FDJ-Suez, tre vittorie)

2ª tappa Tour of Scandinavia (Vikersund > Norefjell)
5ª tappa Tour of Scandinavia (Middelfart > Haderslev)
Giro dell'Emilia Internazionale
- 2024 (FDJ-Suez, una vittoria)

2ª tappa Tour Down Under (Glenelg > Stirling)

### Altri successi
- 2016 (Team BMS Birn)

Classifica scalatrici Gracia-Orlová
Classifica giovani Auensteiner-Radsporttage
Classifica giovani Tour de Feminin-O cenu Českého Švýcarska
Classifica scalatrici Tour of Norway
- 2017 (Cervélo-Bigla)

Classifica giovani Setmana Ciclista Valenciana
Classifica giovani Giro d'Italia
Classifica giovani Premondiale Giro della Toscana
Classifica Under-23 UCI World Tour
- 2019 (Bigla)

Classifica scalatrici Tour of Scotland
- 2020 (FDJ Nouvelle-Aquitaine Futuroscope)

Classifica GPM Giro d'Italia
- 2023 (FDJ-Suez)

Classifica a punti Tour of Scandinavia

## Piazzamenti

### Grandi Giri
- Giro d'Italia

2017: 16ª
2018: 6ª
2019: 14ª
2020: 4ª
2021: non partita (8ª tappa)
2022: 6ª
2023: 6ª
2024: 8ª
- Tour de France

2022: 7ª
2023: 7ª
2024: 28ª

### Competizioni mondiali
- Campionati del mondo

Limburgo 2012 - Cronometro Juniores: 2ª
Limburgo 2012 - In linea Juniores: 8ª
Toscana 2013 - Cronometro Juniores: 12ª
Toscana 2013 - In linea Juniores: 16ª
Doha 2016 - Cronometro Elite: 20ª
Doha 2016 - In linea Elite: 62ª
Bergen 2017 - Cronosquadre: 3ª
Bergen 2017 - Cronometro Elite: 10ª
Bergen 2017 - In linea Elite: 38ª
Innsbruck 2018 - Cronometro Elite: 18ª
Innsbruck 2018 - In linea Elite: 23ª
Yorkshire 2019 - In linea Elite: 30ª
Imola 2020 - In linea Elite: 8ª
Fiandre 2021 - In linea Elite: 8ª
Wollongong 2022 - In linea Elite: 5ª
Glasgow 2023 - Cronometro Elite: 27ª
Glasgow 2023 - In linea Elite: 3ª
Zurigo 2024 - Staffetta mista: 5ª
Zurigo 2024 - In linea Elite: 33ª
- UCI World Tour

2016: 127ª
2017: 26ª
2018: 22ª
2019: 12ª
2020: 10ª
2021: 5ª
2022: 9ª
- Giochi olimpici

Tokyo 2020 - In linea: 10ª
Parigi 2024 - Cronometro: 24ª
Parigi 2024 - In linea: 29ª

### Competizioni continentali
- Campionati europei

Nyon 2014 - Cronometro Under-23: 20ª
Nyon 2014 - In linea Under-23: 39ª
Plumelec 2016 - Cronometro Under-23: 18ª
Plumelec 2016 - In linea Under-23: 9ª
Herning 2017 - Cronometro Under-23: 2ª
Herning 2017 - In linea Under-23: 40ª
Alkmaar 2019 - In linea Elite: 23ª
Plouay 2020 - In linea Elite: 16ª
Drenthe 2023 - Cronometro Elite: 14ª
Drenthe 2023 - In linea Elite: 12ª
Limburgo 2024 - In linea Elite: 63ª